# Власов, Осип Фёдорович
О́сип Фёдорович Вла́сов (ок. 1737 — ок. 1815) — российский ботаник, коллектор растений Сибири, флорист, исследователь Забайкалья.

## Биография
Военную службу начинал солдатом. В 1770 получил чин майора. Был адъютантом иркутского наместника, генерала И. В. Якоби.
В 1783 году назначен городничим Доронинска. В 1786 ушел в отставку в чине надворного советника.
После отставки занимался ботаникой. Обладал собственным ботаническим садом. Увлекался сбором растений и посылал их Ф. Б. Фишеру и Х. Х. Стевену. Сборы хранятся в гербариях Ботанического института РАН и Московского университета.

## Виды растений, названные в честь О. Ф. Власова
- Alopecurus vlassovii Trin. (1845) [= Alopecurus brachystachyus M.Bieb.]
- Cirsium vlassovianum Fisch. ex DC. (1838) — Бодяк Власова
- Geranium wlassovianum Fisch. ex Link (1822) — Герань Власова
- Pedicularis wlassowiana Steven (1823) — Мытник Власова
- Thesium vlassovianum Fisch. ex A.DC. (1857) [= Thesium longifolium Turcz.]